# Sálvvurivier
Sálvvurivier  (Zweeds: Sálvvujåkka of Sálvvujohka) is een rivier die stroomt in de Zweedse  gemeente Kiruna. De rivier ontvangt haar water van de oostelijke hellingen van de Sálvvuberg. Ze stroomt naar het zuiden, rechtstreeks naar de Lävasrivier. Ze is circa 5 kilometer lang.
Afwatering: Sálvvurivier → Lävasrivier → Rautasrivier → Torne → Botnische Golf